# Рено Ольсен
Рено Ольсен (дан. Reno Olsen, 19 лютого 1947) — данський велогонщик.
Олімпійський чемпіон 1968 року в командній гонці переслідування, учасник 1972 року.